# 9656 Kurokawahiroki
A 9656 Kurokawahiroki (ideiglenes jelöléssel (9656) 1996 DK1) a Naprendszer kisbolygóövében található aszteroida. Kobajasi Takao fedezte fel 1996. február 23-án.